# Маконь (река)
Маконь (бел. Маконь) — река в Смолевичском и Червенском районах Минской области Белоруссии, левый приток реки Уша.
Длина реки — 17 км. Площадь водосборного бассейна — 71 км². Уклон реки — 0,8 м/км.
Берёт начало примерно в 2 км к северо-востоку от деревни Клённик, вблизи отметки с абсолютной высотой 173,3 метра над уровнем моря. Точное место истока реки трудно определимо: он теряется в системе мелиоративных каналов. Течёт в северо-восточном направлении, на протяжении 350 метров является границей между полем и покрытым лесной растительностью осушенным болотом, затем выходит на открытую, кое-где закустаренную местность. Через километр от истока меняет направление на юго-восточное, 50 метров спустя пересекает автодорогу местного значения Жодино—Клённик, после чего течёт по открытой местности через выработанные торфяники, спустя 1,6 км резко меняя направление почти на южное, но 20 метров спустя восстанавливая прежнее. Через 2,4 км поворачивает на северо-восток и заходит в лесной массив, а через ещё 180 метров делает небольшой изгиб в северном направлении. Километр спустя поворачивает на восток, а через ещё 0,5 км  — на юго-восточное, после чего река образует несколько небольших извилин, постепенно меняя направление на южное. Через 1,4 км опять поворачивает на восток, однако 340 метров спустя вновь принимает юго-восточное, а ещё через примерно 300 метров — южное направление. Русло реки опять становится более извилистым, она делает изгиб сначала в восточном, потом в западном направлении, и через 1,85 км поворачивает на юго-восток. В дальнейшем река становится всё более извилистой, её пойма, прежде заболоченная, покрывается древесно-кустарниковой растительностью. Маконь, в целом придерживаясь восточного направления, делает крупный изгиб сначала на юг, потом на север, примерно за 0,9 км до устья принимает южное направление и выходит на открытую местность (пойменная растительность сохраняется). Через 0,5 км заходит в западную часть деревни Рованичская Слобода (до 1966 года это была самостоятельная деревня Маконь) и пересекает улицу Заречная, после чего поворачивает на юго-восток. Впадает в пруд, образованный подпруживанием реки Уша к югу от Рованичской слободы, образуя вытянутый с северо-запада на юго-восток залив этого пруда длиной около 340 метров. На протяжении 5 километров от истока до точки, расположенной в 2-х километрах к юго-востоку от деревни Заболотье, русло реки канализировано.